# スタートレック:ピカード
『スタートレック:ピカード』 (英: Star Trek: Picard、略称 PIC) は、Paramount+（旧称 CBS All Access）で配信されるアメリカ合衆国のSFドラマシリーズである。『スタートレック』フランチャイズでは7作目のテレビドラマシリーズであり、初めて人物名を冠した作品である。

## 概要
劇場版第10作『ネメシス/S.T.X』から20年後の2399年から物語は始まり、『ネメシス/S.T.X.』でのデータの死と劇場版第11作『スター・トレック』で描かれた惑星ロミュラスの消滅（2387年に発生）の影響を背景に、ジャン＝リュック・ピカードを中心に描かれる。
シリーズは2018年8月に発表され、2019年4月に撮影開始された。主演のパトリック・スチュワートは、『新スタートレック』とその劇場版の主人公であったピカードを再演し、製作総指揮も兼ねる。サンティアゴ・カブレラ、ミシェル・ハード、エヴァン・エヴァゴラ、アリソン・ピル、 ハリー・トレッダウェイ、イサ・ブリオネスらがメインキャストとして加わっている。またブレント・スパイナー、ジェリー・ライアン、マリーナ・サーティス、ジョナサン・フレイクスら『スタートレック』シリーズでおなじみの俳優たちが、かつての役で多数登場する 。
最終回のポストクレジットシーンから、新たなスピンオフへの展開が示唆されていたものの、CBSからの発表も無く制作は未定である。
2024年10月にサン・アントニオで行われたSpaceconにて、シーズン3の終了前後に、CBSからセブン・オブ・ナインが艦長であるスピンオフの提案があったが、それは上記から続くとされていたストーリーラインとは異なっており、提示を受けたジェリー・ライアンが考えていたものとは違ったとして固辞したと明かしていた。

## 公開
シーズン1は2020年1月23日より配信され、10エピソードからなる。シーズン2は2022年3月3日に配信開始された。最終シーズン3は2023年2月16日より配信開始された。
日本を含むアメリカとカナダ以外では、Amazonプライム・ビデオにより独占配信されている。その他、日本では2023年1月16日よりスーパー!ドラマTVでもシーズン1が放送されている。

## 登場人物
※声は日本語吹き替え版担当声優

### メイン
- ジャン＝リュック・ピカード
  - 演 - パトリック・スチュワート、声 - 麦人[9]
  - U.S.S.スターゲイザー NCC-2893、U.S.S.エンタープライズ NCC-1701-D、U.S.S.エンタープライズ NCC-1701-Eの艦長を務めた地球人男性[10][11]。惑星連邦宇宙艦隊を大将として退役し生家であるフランスのワイン醸造所"シャトー・ピカード"に隠棲する。シーズン2では宇宙艦隊に復職し、宇宙艦隊アカデミーの総長を務める。
  - 宇宙艦隊の一線を退いたという立場をわきまえており、現職の士官らに遠慮する場面がよく見られる。
  - シーズン2の地球連合[注釈 2]が存在する時間軸では他世界を滅ぼした冷酷な将軍。
  - シーズン3では長年音信不通だったビバリー・クラッシャー医師から暗号化された救難信号を受け、ライカー大佐と共に最後の冒険へ向かう。

- アグネス・ジュラティ
  - 演 - アリソン・ピル [12][13]、声 - 堀井千砂[9]
  - 地球人女性。沖縄のデイストローム研究所に勤務する人工生命（アンドロイド）研究の専門家。データの製作者であるスン博士に師事したブルース・マドックス[注釈 3]によって、宇宙艦隊から引き抜かれ恋人となる。(シーズン1-2)

- ダージ・アーシャ/ソージ・アーシャ
  - 演 - イサ・ブリオネス（英語版） [12][13]、声 - 清水理沙[9]
  - データ少佐の"娘"とされる双子のアンドロイド。ダージはボストン在住。ソージはボーグ・キューブ内のロミュラン再生施設に勤務する人類学者。(シーズン1-2)
  - ソージは当初シーズン3最終話にてデータと対面するシーンが計画されていたが、立ち消えとなった。

- ラファエラ(ラフィ)・ムジカー
  - 演 - ミシェル・ハード（英語版）、声 - 高乃麗[9]
  - 地球人女性。薬物依存症に苦しむ元宇宙艦隊情報部の士官[14][13]。辞職時の階級は少佐。U.S.S.ヴェリティ乗務時のピカードの副長[注釈 4]。シーズン2では宇宙艦隊に復職し中佐に昇進、U.S.S.エクセルシオール NCC-42037に乗務する。シーズン3では艦隊情報部の諜報員として活動する。

- クリストバル・リオス
  - 演 - サンティアゴ・カブレラ、声 - 花輪英司[9]
  - チリ出身の地球人男性。かつてU.S.S.イブン・マージドの副長を務めていた元宇宙艦隊士官。小型宇宙艦ラ・シレーナを所有するフリーランスのパイロットで熟練した盗賊[14][13]。船内で使用される緊急用医療ホログラム（EMH）、戦術（ETH）、接客（EHH）、技術（EEH）、航法（ENH）の5体のホログラムは彼の姿を模している。シーズン2では宇宙艦隊に復職し大佐に昇進、最新鋭宇宙艦U.S.S.スターゲイザー NCC-82893の艦長を務める。(シーズン1-2)
  - 最初はピカードを煙たがっていたものの、接するうちに父親の様な親近感と敬意を抱くようになっていった。

- エルノア
  - 演 - エヴァン・エヴァゴラ[15][13]、声 - 染谷俊之[9][16]
  - ロミュラン人男性。本編の14年前、ピカードが戦士修道女組織クワト・ミラットに預けた難民孤児。成長した彼は剣術・格闘の達人となり、再会したピカードの護衛"カランクカイ"となる。シーズン2では宇宙艦隊アカデミーに初のロミュラン人士官候補生として入学し、U.S.S.エクセルシオール NCC-42037に乗務する。(シーズン1-2)

- ナレク
  - 演 - ハリー・トレッダウェイ[12][13]、声 - 鈴木達央[9][17]
  - ソージに接近するロミュラン人のタル・シアー[注釈 5]工作員。（シーズン1）[18]

- セブン・オブ・ナイン
  - 演 - ジェリー・ライアン 、声 - 沢海陽子[9][19]
  - 『スタートレック:ヴォイジャー』シーズン4からの主要登場人物。元ボーグ・ドローンの地球人女性[13]で、本名はアニカ・ハンセン。治安の悪化した星域の自警団フェンリス・レンジャーの一員。シーズン2ではラ・シレーナ号を受け継ぐ。
  - シーズン2の地球連合[注釈 2]が存在する時間軸では地球連合大統領。ボーグ化を経ていないため本名のアニカ・ハンセンと名乗る。
  - シーズン3では宇宙艦隊に入隊し、アニカ・ハンセン中佐としてU.S.S.タイタン NCC-80102-Aの副長を務める。最終話では、タイタンから改称されたU.S.S.エンタープライズ NCC-1701-Gの艦長に就任。

- ラリス
  - 演 - オーラ・ブレイディ（英語版）、声 - 麻生侑里
  - シャトー・ピカードでピカードに仕えるロミュラン人女性。元タル・シアーの工作員で、ジャバンの妻[注釈 4]。（シーズン1ではリカーリング、シーズン2ではメイン、シーズン3ではゲスト）

- タリン
  - 演 - オーラ・ブレイディ、声 - 麻生侑里
  - ルネ・ピカードを守る監査官。ラリスに酷似した容姿のロミュラン人。（シーズン2）

- アダム・スン
  - 演 - ブレント・スパイナー、声 - 大塚芳忠
  - データを製作したヌニエン・スン博士の先祖の遺伝子学者。（シーズン2）

- コレー・スン
  - 演 -  イサ・ブリオネス、声 - 清水理沙
  - 重度の遺伝子疾患にかかるアダム・スンの娘。（シーズン2）

- ジャック・クラッシャー
  - 演 - エド・スペリーアス、声 - 佐藤せつじ
  - ビバリー・クラッシャーの次男。ピカードの息子。母とともに、医療支援活動に従事している。『新スタートレック』第141話「運命の分かれ道」で描かれた若いころのピカードに似た出で立ち。父親同様、有能で機転が利き、自信家な一面がある。ただ父親の若い頃と違って傲慢さは見られず、セブン・オブ・ナインからも「物事を詩的に表現する才能があり、見守ってくれているように感じる」という現在のピカードに良く似ていると評価されている。当初はピカードに反発する場面も多いものの、後半になるにつれ尊敬の念を抱くようになり、関係は改善されていく。
  - 最終話にて、正式な宇宙艦隊の少尉としてU.S.S.エンタープライズGに艦長の「特別カウンセラー」として乗務する。シーズン2で死亡したと思われていたQからの訪問を受け、父の裁判は終わったがこれからは君の番だと予告される。

### 他のスタートレック・シリーズからのゲスト出演
- データ
  - 演 - ブレント・スパイナー、声 - 大塚芳忠[9]
  - 『新スタートレック』の主要登場人物。U.S.S.エンタープライズD、Eの士官としてピカードに仕えたアンドロイド[20][13]。劇場版第10作『ネメシス/S.T.X』で殉職。（シーズン1）
  - オルタン・スンがピカードにシンスの肉体を与えた後、新たに年老いた外見で製造した筐体を作製。データ、ローア[注釈 6]、B-4[注釈 7]、ラル[注釈 8]、オルタン・スンの人格を混在させた状態でデイストローム研究所の宇宙ステーションに保管される。（シーズン3）

- ブルー（ヒュー） [注釈 9]
  - 演 - ジョナサン・デル・アルコ（英語版）、声 - 上田燿司[9][21]
  - 『新スタートレック』[注釈 10]に登場した元ボーグ・ドローン[13]。本作ではボーグ・キューブ内のボーグ再生プロジェクトの責任者。惑星連邦の市民権を得ている。（シーズン1）

- ウィリアム・T・ライカー
  - 演 - ジョナサン・フレイクス、声 - 大塚明夫[9]
  - 『新スタートレック』の主要登場人物。U.S.S.エンタープライズD、Eの副長としてピカードに仕えた士官で、地球人。ディアナ・トロイの夫[13]。本作ではU.S.S.タイタン艦長を務めた後に第一線を退き、準現役士官として軍籍を残したまま惑星ネペンテに隠棲するが、ピカード提督を助力すべく復帰。大佐。（シーズン1、3[22]）

- ディアナ・トロイ
  - 演 - マリーナ・サーティス、声 - 高島雅羅[9]
  - 『新スタートレック』の主要登場人物。U.S.S.エンタープライズD、Eのカウンセラーとしてピカードに仕えた士官で、テレパシー能力を持つベタゾイドと地球人の混血[13]。本作ではウィリアム・T・ライカーの妻。（シーズン1、3[22])

- ガイナン
  - 演 - ウーピー・ゴールドバーグ、声 - 東美江 (2401年)
  - 演 - Ito Aghayere (2024年)
  - U.S.S.エンタープライズDの「テン・フォワード（第10デッキの最前部の意）」というラウンジでバーテンダーをしていた長命異星人エル・オーリア人女性[18] 。本作では2401年と2024年の両時期で、ロサンゼルスで「10」というバーを営んでいる[注釈 11]。（シーズン2）

- Q
  - 演 - ジョン・デ・ランシー、声 - 羽佐間道夫[24]
  - 全能に近い能力を持つ高次元生命体「Q連続体」の一個体。見た目は男性。（シーズン2、3）

- ウェスリー・クラッシャー
  - 演 - ウィル・ウィトン、声 - 石田彰
  - U.S.S.エンタープライズD、Eの医療部長ビバリー・クラッシャーの長男。地球人。宇宙艦隊を離れて「旅人」[注釈 12]に加わる。（シーズン2）

- ビバリー・クラッシャー
  - 演 - ゲイツ・マクファーデン、声 - 一城みゆ希
  - 『新スタートレック』の主要登場人物。U.S.S.エンタープライズD、Eで医療部長を務める。ピカード提督とは少尉時代から旧知の仲。本作では民間の医療団体マリポーサ所属の医療船S.S.エレオスXII NAR-59019の船長として医療支援活動を行っている。友人たちとは長年音信不通である。 (シーズン3[22])

- ウォーフ
  - 演 - マイケル・ドーン、声 - 銀河万丈
  - 『新スタートレック』の主要登場人物。クリンゴン人。U.S.S.エンタープライズDの保安主任を経てディープ・スペース・ナインの戦術士官となる。ドミニオン戦争後は駐クロノス連邦大使も務める。本作では宇宙艦隊大佐で、諜報活動を行うラフィのハンドラー。 (シーズン3[22])
- ロー・ラレン
  - 演 - ミシェル・フォーブス、声 - 藤木聖子
  - ベイジョー人。かつてエンタープライズDに操舵士として乗務するが、マキに潜入する任務を遂行中、悩みぬいた末にピカードを裏切り艦隊を離脱してマキに加わる。本作では艦隊情報部所属の中佐。(シーズン3)

- ジョーディ・ラ＝フォージ
  - 演 - レヴァー・バートン、声 - 星野充昭
  - 『新スタートレック』の主要登場人物。当初は操舵士だったが、U.S.S.エンタープライズD、Eでは機関部長を務める。本作では宇宙艦隊准将。エイサン・プライム軌道上の宇宙艦隊ミュージアム館長。(シーズン3[22])

- モリアーティ教授
  - 演 - Daniel Davis、声 - 佐々木 勝彦
  - 『新スタートレック』のホロデッキに登場したプログラム[注釈 13]。(シーズン3)

- トゥヴォック
  - 演 - ティム・ラス、声 - 青山穣
  - 『スタートレック:ヴォイジャー』の主要登場人物。U.S.S.ヴォイジャーの保安主任/第2副長を務めたバルカン人男性。大佐となっており、可変種が置き換わった偽の姿および本人として登場する。(シーズン3)

- エリザベス・シェルビー
  - 演 - エリザベス・デネヒー（英語版）、声 - 平野文
  - 『新スタートレック』でシーズン3「浮遊機械都市ボーグ」に登場。ボーグ集合体の侵略行為に対抗するため、対ボーグ戦略の専門家としてU.S.S.エンタープライズDに派遣され、有能な行動力を持つ地球人の少佐だった。彼女同様に有能でスピード出世したライカー中佐と対立しつつ、彼を支えた。
  - 本作ではクランシー元帥の後任として宇宙艦隊最高司令官となっており、U.S.S.エンタープライズ NCC-1701-Fを指揮してフロンティア・デー[注釈 14]の250周年記念式典の開始を宣言する。(シーズン3）
  - 劇中において可変種に狙撃されるが、ショーランナーによると生存しているとのこと。

- ボーグ・クイーン
  - 演 - アリス・クリーグ（声のみ）、ジェーン・エドウィナ・セイモア、声 - 野沢由香里
  - ボーグ集合体の支配者。『スタートレック：ヴォイジャー』最終話にてジェインウェイ艦長らから壊滅的な被害を受け、わずかに残された集合体を集め惑星連邦への復讐を企む。連邦に恨みを抱く可変種と、ロキュータスの特殊な遺伝子を受け継ぐジャック・クラッシャーのボーグ能力に目を付ける[注釈 15]。(シーズン3)

### その他の登場人物

#### シーズン1
- ジャバン
  - 演 - ジェイミー・マクシェーン（英語版）、声 - 根本泰彦
  - シャトー・ピカードでピカードに仕えるロミュラン人男性。元タル・シアーの工作員で、ラリスの夫[注釈 4]。シーズン2では死去している。

- カーステン・クランシー
  - 演 - アン・マグナソン
  - 宇宙艦隊最高司令官。元帥。地球人女性。

- オウ
  - 演 - タムリン・トミタ、声 - 幸田直子[9]
  - バルカン人を装う宇宙艦隊准将でナリッサの上司となる保安部の長。実はロミュラン人との混血でタル・シアーの将軍であり、その内部の秘密組織ジャット・ヴァッシュの指導者。

- ナリッサ
  - 演 - ペイトン・リスト（英語版）、声 - 種市桃子[9][25]
  - オウ准将の部下。地球人のリゾー大尉に変装したロミュラン人のタル・シアー内の秘密組織ジャット・ヴァッシュの一員、ナレクの姉。

- オルタン・スン
  - 演 - ブレント・スパイナー
  - データを製作したヌニエン・スン博士の息子でブルース・マドックスの共同研究者。
  - シーズン1終了時期からシーズン3開始時期の間に死去。

#### シーズン2
- ボーグ・クイーン
  - 演 - アニー・ワーシング、声 - 佐古真弓[26]
  - 地球連合[注釈 2]が存在する時間軸での地球連合の捕虜。

- イヴェット・ピカード
  - 演 - Madeline Wise
  - ジャン=リュックの母。

- モーリス・ピカード
  - 演 - James Callis
  - ジャン=リュックの父。

- 執政官
  - 演 - Jon Jon Briones
  - 地球連合[注釈 2]が存在する時間軸でのアニカ・ハンセン（セブン・オブ・ナイン）大統領の夫。

- テレサ・ラミレス
  - 演 - Sol Rodríguez
  - 2024年のロサンゼルスに住むヒスパニック系の医師。

- パンク・ガイ
  - 演 - カーク・サッチャー（英語版）
  - 劇場版第4作『故郷への長い道』において、1986年のサンフランシスコのバスの中でラジカセで大音量でパンク音楽を流していた人物。2024年のロサンゼルスのバスの中にほぼ同じ出で立ちで再登場。スポックにバルカン掴みを受けて失神させられた経緯から、「静かにしろ」というセブンに首をさすりながら大人しく従う[27]。

- ルネ・ピカード
  - 演 - Penelope Mitchell
  - ジャン=リュック・ピカードの祖先で宇宙飛行士。

- ダイアン・ウェルナー博士
  - 演 - リー・トンプソン
  - 一部エピソードで監督を務めるリー・トンプソンのカメオ出演。

#### シーズン3
- シドニー・ラ＝フォージ、声 - 合田絵利
  - 演 - Ashlei Sharpe Chestnut
  - U.S.S.タイタン NCC-80102-Aに搭乗する操舵士。ジョーディ・ラフォージ准将の次女。少尉。
  - 父からタイタンを降りるよう説得されてもクルーを家族と思い拒否したり、謹慎中のセブンオブナインを訪れて支えようとする等の言動は、人間だけでなく、アンドロイドのデータや、ボーグのブルーとも分け隔てなく友情を育んできた若かりし頃の父を彷彿とさせる。
  - 最終話にて中尉に昇進。

- アランドラ・ラ＝フォージ
  - 演 - ミカ・バートン
  - ジョーディ・ラ=フォージ准将の長女。シドニーの姉。少尉。
  - 演者のミカ・バートンは、ジョーディ・ラ=フォージ役のレヴァー・バートンの実の娘。

- リアム・ショウ
  - 演 - トッド・スタシュウィック、声 - 石住昭彦
  - U.S.S.タイタン NCC-80102-Aの艦長。大佐。「ウルフ359の戦い」ではU.S.S.コンスタンスの機関部士官としてボーグとの交戦に参加した経緯からピカード提督に好い印象を持っていなかった。長年生き残った罪悪感に悩まされており、ホロデッキでのピカードへの暴言の直後、自嘲気味に後悔する様子も見られた。
  - 自分を規則を守るだけのつまらない男と認識している。殉職するまで一切表には出さなかったものの、良い意味で規則に捉われないセブンオブナインを高く評価しており、彼女の大佐への昇格と艦長職への就任を艦隊司令部へ推薦していた。
  - 機関部士官出身の将官であるジョーディ・ラ=フォージ准将を尊敬している。

- ヴァーディク
  - 演 - アマンダ・プラマー、声 - 定岡小百合
  - 戦艦シュライクの艦長。可変種。ドミニオン戦争時に自身らを苦しめた宇宙艦隊のプロジェクト・プロテウスの科学者の姿をとり、惑星連邦に対する憎しみを忘れないようにしている。
  - オドーと似た境遇にありながら、モーラ博士程の倫理観を持たない科学者に実験対象とされたため、固形種に対しての憎悪感が増幅されている。

- スニード
  - 演 - アーロン・スタンフォード
  - フェレンギ人の犯罪者で盗品の仲介人。

- クリン
  - 演 - カーク・アセヴェド
  - スニードの仲間のバルカン人の犯罪者。

- タイタス・リッカ
  - 演 - トーマス・デッカー[注釈 16]
  - デイストローム研究所の宇宙ステーションから量子トンネル技術を盗んだ可変種。

- アントン・チェコフ
  - 演 - ウォルター・ケーニッヒ（声のみ）、声 - 樫井笙人
  - 『宇宙大作戦』に登場したパヴェル・チェコフの息子。惑星連邦大統領。
  - ファーストネームの"アントン"はリブート版スター・トレック（ケルヴィン・タイムライン）でチェコフ少尉を演じた故・アントン・イェルチンから[注釈 17]。

## あらすじ

### シーズン1
シーズン1は主に2399年のピカードの行動を追いながら、彼の人生を変えた2385年のロミュラン崩壊にまつわる出来事がたびたび描かれる。ピカードはデータの死と再び向き合う。
2385年、ロミュラン主星の超新星爆発が近づく中、ピカードとラフィはロミュラン人救出活動を指揮し、火星の造船所ではロミュラン人輸送のための艦船の建造が進む。しかし、人工生命（シンス）が突如反乱を起こして火星の造船所を破壊したため、艦船が不足した宇宙艦隊はロミュラン人救出活動から撤退し、シンスを禁止する。ピカードはこの決定に抗議して辞任し、実家のワイナリーに隠棲する。
2399年、ピカードは不治の脳の難病を発症している。そこへ、ダージという女性がピカードに助けを求めに来る。ピカードは、ダージが殉職したデータの神経系が転写された彼の"娘"に相当する有機体のシンスだと知るが、シンスに滅ぼされた古代種族の記憶を受け継ぎ、シンスの絶滅を使命とするロミュランの秘密組織ジャット・ヴァッシュによりダージは殺害されてしまう。ダージに"双子"のソージがいることを知ったピカードは彼女を保護すべく、かつて部下であったラフィ、小型宇宙艦ラ・シレーナ号の船長でフリーランスのリオス、そしてシンスの研究者のアグネスとともにラ・シレーナ号で宇宙に出る。道中、ピカードを守るロミュラン人の剣士エルノアも加わる。
ピカード達はロミュラン領域で休眠中のボーグ・キューブに向かい、ボーグ再生センターに勤めるソージを発見する。そして、ピカード達はセブン・オブ・ナイン、ライカー、トロイ、ブルー（ヒュー）などに助けられ、ダージとソージの故郷で、シンス達が独自の社会を築いている惑星コッペリウスにたどり着く。一方、ジャット・ヴァッシュもソージに接近し、惑星コッペリウスの位置を突き止める。ロミュラン艦隊が迫る中、ピカード達はシンス達を逃がそうとするが、シンスの一人スートラは高度な人工生命と通信を取り有機生命の絶滅を図る。ピカードが時間を稼ぐ中、ピカードの要請を受けた宇宙艦隊が来てロミュラン艦隊と対峙し、高度な人工生命との通信もピカードに説得されたソージが止め、危機は避けられる。
その直後、ピカードは不治の脳の難病で死ぬが、意識を有機体のシンスに移植される。この過程において、ピカードの意識はシミュレーション内に保存されていたデータの意識と再会する。データの希望により、シミュレーションに保存されていた彼の意識は死を与えられる。シンスの禁止令は解かれ、ソージとセブン・オブ・ナインの加わったラ・シレーナは宇宙に飛び立つ。

### シーズン2
シーズン2は、ピカードたちが飛ばされた別の時間軸の2401年と、時間軸の分岐を修正するために訪れる2024年を舞台に描く。ピカードは少年時代のトラウマを再体験して克服するとともに、因縁のあるQやボーグとの関係に変化が現れる。
2401年、仮面をつけたボーグ・クイーンが惑星連邦加盟を求めて現れ、ピカードは艦隊の同化を防ぐために船を自爆させる。気が付くと、ピカード、セブン・オブ・ナイン、ラフィ、リオス、エルノア、アグネスはQによって別の時間軸に飛ばされており、そこでは全体主義的な地球連合が残酷な圧政を敷く。ピカード達は時間軸の分岐を修復するため、捕虜となっていたボーグ・クイーンの助けで2024年に飛ぶ。
2024年、ピカードの先祖である宇宙飛行士のルネ・ピカードが搭乗するエウロパへの有人宇宙飛行が間近に迫る。Qは遺伝子学者のアダム・スンに接触し、彼にルネの搭乗を妨害させることで歴史を変えようとするが、ピカード達はこの時代に地球でバーを経営していたガイナン、ルネを見守っていたロミュラン人の監査官タリンの協力を得てQの干渉を阻止する。一方、捕虜となっていたボーグ・クイーンはナノプローブを注入してアグネスを支配し、2024年の地球を同化しようとするが、征服ではなく協力でボーグ集合体を建設しようとアグネスの人格に説得され、ラ・シレーナ号で飛び去る。
この過程において、ピカードは自分の過ちで母が自殺した思い出を追体験し、Qはすべてが彼に過去を克服させるための試練であったことを明かす。死期が迫るQは、「友人」であるピカードが自分のように孤独に死ぬのではないかと憂い、ピカードがピカード自身を赦して孤独でない人生を歩むことを望む。そして、Qは最後のパワーを使い、過去に残ることを選んだリオス以外を元の時間軸の2401年に戻す。
船を自爆させる直前に戻ったピカードは、仮面をつけたボーグ・クイーンの正体がアグネスであることを見抜き、船の自爆を止めさせる。そして、ボーグ船と宇宙艦隊は協力して謎の破壊的な現象を阻止し、ボーグの惑星連邦への暫定加盟が認められる。

### シーズン3
シーズン3は、2401年のフロンティア・デー250周年の式典の前後を描く。ピカードは未知の家族を見つけ、かつてのU.S.S.エンタープライズDの士官たちと再会して惑星連邦を揺るがす陰謀と対決する。
2401年、ビバリー・クラッシャーは密かにピカードとの間に息子ジャックをもうけていたが、宇宙艦隊を含む様々な組織にジャックが狙われたため、ピカードに救難信号を送って助けを求める。ピカードはライカーやセブンの助けを得て、U.S.S.タイタン NCC-80102-Aで連邦領域外に出て二人を救う。ヴァーディクの指揮する強力な戦艦シュライクの攻撃や、タイタン艦内に潜んでいた可変種がもたらす窮地を脱する。艦隊情報部に勤務していたロー・ラレンに、固形種を憎む可変種が艦隊内に浸透していると警告され、なぜか可変種が狙うジャックを乗せてタイタンで逃亡する。
ウォーフとラフィはローの指示の下で、潜入捜査員としてデイストロームから盗まれた量子トンネル技術を追跡するが、別の盗難品が目当てであったと知る。二人はタイタンに合流したのち、ライカーを加えてデイストローム研究所の宇宙ステーションに侵入し、新たに製造され保存されていたデータを回収するも、ライカーは捕らえられる。タイタンはジョーディ・ラ＝フォージの協力を得て逃亡し隠れる。ジャックを求めるヴァーディクを罠にかけて捕らえるが、逆にタイタンは制圧される。ヴァーディクらは宇宙艦隊が生体実験で作り出した、固体種を正確に模倣する新種の可変種だとわかる。ジャックには他人を操るテレパシー能力が発現する。ウォーフとラフィがライカーとディアナ・トロイを解放する。デイストロームから盗まれたのはピカードの遺体であり、頭頂葉が切除されている。ローアの人格を統合したデータがタイタンの制御を奪い返し、ヴァーディクを倒しシュライクを破壊する。かつてのエンタープライズの士官たちはタイタンに集結する。
ジャックはピカードを通じボーグの改変した遺伝子を受け継ぎ、他人を操作できることが分かる。ジャックはタイタンから逃げてボーグ・キューブに入り同化される。ボーグは可変種と組み、ピカードの遺体から回収したボーグの遺伝子を転送装置を使うすべての艦隊士官に密かに組み込んでいる。フロンティア・デーの式典の日、前頭葉が未成熟な若い艦隊士官はボーグの遺伝子が発現し、同化されて反乱を起こし、新システムにより同期していた艦隊全体が同化されて地球を攻撃する。ピカードらはタイタンから逃げ、ジョーディが修復していたU.S.S.エンタープライズ NCC-1701-Dに乗り込む。セブンがタイタンを奪回して艦隊を攻撃し時間を稼ぐ間、エンタープライズは木星に隠れたボーグ・キューブを発見してジャックを取り戻し、キューブを破壊する。艦隊士官たちの同化はすべて解け、危機は避けられる。
1年後、タイタンはU.S.S.エンタープライズNCC-1701-Gに改称され、セブンが艦長、ラフィが副長となる。ジャックは「艦長の特別カウンセラー」として搭乗する。Qがジャックの前に姿を現し試練を予告する。

## エピソード

### シーズン1
| 通算 話数 | シーズン 話数 | タイトル                                         | 監督                   | 脚本 | 公開日        |
| --- | ------------- | ------------------------------------------------ | ---------------------- | --- | ------------- |
| 1 | 1             | "記憶" "Remembrance"                             | Hanelle Culpepper      | 脚本:アキヴァ・ゴールズマン & James Duff 原案:アキヴァ・ゴールズマン&マイケル・シェイボン&アレックス・カーツマン&James Duff&Kirsten Beyer | 2020年1月23日 |
| 人工生命による火星壊滅を理由にして宇宙艦隊が超新星爆発に見舞われたロミュラン人救出活動をやめたため、ピカード提督は引退してフランスのシャトー・ピカードにロミュラン人のラリスとジャバン、および愛犬"ナンバーワン"と共に暮らし、たびたびデータの夢を見る。アンドロイドを含むすべての人工生命は存在も研究も禁止されている。2399年、ボストンに住む若い女性のダージは襲撃されてボーイフレンドを殺されるが、彼女の中で何かが起動して暗殺者たちを全滅させる。ピカードのビジョンを見るようになり、フランスにピカードを訪ねるが、危険を及ぼすことを恐れて去る。ピカードはサンフランシスコの記録保管所に行ってデータが30年前に描いた絵『娘』にダージが描かれていることを知る。ダージはピカードに再会するが、ロミュラン人の暗殺者に襲われて死ぬ。ピカードは沖縄のデイストローム研究所にアグネス・ジュラティ博士を訪ね、不具合のあった"B-4"の分解された姿を見る。アンドロイドの製作は技術的に不可能であるが、フラクタル・ニューロン・クローニング手法により、行方不明のブルース・マドックス博士がデータの神経回路をコピーして双子のアンドロイドを作成した可能性を聞きだす。ボーグ・キューブ内にあるロミュラン再生施設では、ロミュラン人のナレクがダージの双子であるソージ・アーシャ博士を訪ねる。 |               |                                                  |                        | |               |
| 2 | 2             | "暗躍" "Maps and Legends"                        | Hanelle Culpepper      | マイケル・シェイボン&アキヴァ・ゴールズマン                                                                                               | 2020年1月30日 |
| 2385年の、火星のユートピア平原造船所での人工生命（シンス）の反乱が描かれる。2399年、ラリスとジャバンは、タル・シアーの中の秘密組織ジャット・ヴァッシュが人工生命を激しく憎悪することをピカードに語る。ラリスとピカードはダージのアパートを捜索し、ソージが地球外にいることを知る。ピカードは頭頂葉の重病に罹患していることを知らされる。マドックスとソージを探す船を得るため、宇宙艦隊現役復帰を最高司令官カーステン・クランシー元帥に願うが拒絶される。アグネスからダージの経歴が架空のものであることを知らされ、宇宙に出るために疎遠になっていたラフィに助けを求める。クランシーはオウ准将にピカードの依頼を知らせ、調査を命じる。ボーグ・キューブでは、ナレクがソージと親しくなる。オウの部下で人類に偽装したロミュラン人のリゾー大尉はホロ通信で弟のナレクに連絡し、ソージから他の人工生命の居場所を聞き出すよう命じる。ボーグ・キューブ内では、ソージやクナマデスティフィー博士らが集合意識から切り離されたボーグのドローンを回収・再生する作業を行う。 |               |                                                  |                        | |               |
| 3 | 3             | "終わりの始まり" "The End is the Beginning"      | Hanelle Culpepper      | マイケル・シェイボン&James Duff | 2020年2月6日  |
| 2385年、宇宙艦隊は火星での悲劇を理由にして人工生命を禁止し、ロミュラン救出作戦を中止する。翻意を狙ったピカードの辞職は受理され、タル・シアーが火星襲撃の背後にいると疑うラフィは解雇される。2399年、ラフィは渋りながらも船と乗組員を探すピカードに旧知のリオスを紹介する。ラフィはマドックスがフリークラウドにいることを突き止める。シャトー・ピカードをジャット・ヴァッシュが襲い、ダージとソージのことを"破壊者"と呼ぶ。オウ准将と会ってピカードとの会話について聞かれたアグネスはピカードの探索に加わり、ラフィもフリークラウドまで同行することにし、リオスの船ラ・シレーナで合流する。ボーグ・キューブ内では、ボーグ再生プロジェクトを指導するブルー（ヒュー）とソージが、同化されていたロミュラン人のラムダに会い、ラムダの船を同化した時にボーグのサブマトリックスが崩壊した理由を知ろうとするが、ラムダはソージを"破壊者"と呼んで自殺を図る。自分を人間だと信じるソージは、自分がロミュランに関する豊富な知識を有することに戸惑う。 |               |                                                  |                        | |               |
| 4 | 4             | "無垢なる自己" "Absolute Candor"                 | ジョナサン・フレイクス | マイケル・シェイボン | 2020年2月13日 |
| 2385年、ピカードはロミュラン人避難民の住む惑星ヴァシュティに行き、戦士でもある修道女クワト・ミラットのザニと、ピカードが預けた孤児エルノアに会う。人工生命による火星襲撃の知らせが届き、急いで惑星を離れる。2399年、ピカードの主張でラ・シレーナはロミュラン復興運動の中心となったヴァシュティに寄り道する。ピカードはロミュラン人の反感に曝されるが、剣の達人となったエルノアを護衛にして船に戻る。ラ・シレーナは宙域を支配するカー・カンターのバード・オブ・プレイに襲われるが、セブン・オブ・ナインに助けられる。ボーグ・キューブでは、ソージがナレクを疑い始める。ナリッサは成果を上げるよう弟を急かす。 |               |                                                  |                        | |               |
| 5 | 5             | "スターダスト・シティ・ラグ" "Stardust City Rag" | ジョナサン・フレイクス | Kirsten Beyer | 2020年2月20日 |
| 2386年のフラッシュバックで、セブン・オブ・ナインはブジェイズルに捕らえられた、元ボーグのイチェブを救出しようとするが、既に生きながら重要な部品を摘出されていたイチェブに懇願されて安楽死させる。2399年、タル・シアーに追われたマドックスはブジェイズルに捕らえられる。ラ・シレーナは、自警団フェンリス・レンジャーの一員となっているセブンを乗せてフリークラウドに着く。ラフィはコンピューターシステムに侵入し、ブジェイズルがマドックスを捕えてタル・シアーに売ろうとしていることを知る。セブンとマドックスを交換するため、ピカード、リオス、エルノア、セブンは変装してスターダスト・シティに降りる。ピカードはセブンがブジェイズルを殺そうとするのを諌め、アグネスが転送装置を操作して彼らとマドックスをラ・シレーナに戻す。セブンはフェンリス・レンジャーの助けを約束し、密かにスターダスト・シティに戻ってブジェイズルを射殺しイチェブの復讐を遂げる。マドックスはピカードに、人工生命禁止の真相を探るためにダージとソージをそれぞれ地球とボーグ・キューブのボーグ再生センターに送ったことを打ち明ける。アグネスは、かつて恋仲だったマドックスを殺す。ラフィはスターダスト・シティで疎遠だった息子ガブリエルと、身重のロミュラン人妻ペルに会いに行くが拒絶され、悲嘆にくれてラ・シレーナに戻る。 |               |                                                  |                        | |               |
| 6 | 6             | "不可能の箱" "The Impossible Box"                | Maja Vrvilo            | Nick Zayas | 2020年2月27日 |
| ラ・シレーナでは、アグネスはマドックスが怪我のために死んだと嘘をつく。ピカードがロミュラン領のボーグ・キューブに入るため、ラフィは惑星連邦の信任状を手に入れる。ボーグ・キューブでは、ソージは父親の出てくる子供時代の夢を見続ける。ナリッサは再び弟を急かすが、ナレクはソージの夢を探れば故郷のことがわかると答える。ナレクはソージに、母との毎夜の通信が常に70秒で終わることを教え、ソージは自分の持ち物が全て37か月前に製作されたことを知る。ピカードはロキュータスだった記憶に悩まされつつも単身ボーグ・キューブに入り、ボーグ再生プロジェクトを率いるブルーに再会し、ソージとの面会を求める。ナレクは瞑想法ジャル・マクを用いてソージの記憶を蘇らせ、その故郷では2つの赤い月と雷が見えることを知る。ソージは用済みとなりナレクに殺されそうになるが能力が起動し、逃げ出してピカードに出会う。エルノアはピカードの危機を救うためにボーグ・キューブに自らを転送する。ブルーはシカリア人から得た、ボーグ・クイーンの緊急脱出用の空間トラジェクターを使ってピカードとソージを惑星ネペンテに転送する。 |               |                                                  |                        | |               |
| 7 | 7             | "ネペンテ" "Nepenthe"                            | Douglas Aarniokoski    | Samantha Humphrey & マイケル・シェイボン                                                                                                  | 2020年3月5日  |
| 3週間前の沖縄でオウ准将はアグネスに精神融合を行って人工生命の支配する未来の映像を見せ、ピカードの探索への同行を求め追跡元素を飲ませる。現在のボーグ・キューブでは、ナリッサらロミュラン人がソージの逃亡先を知るためにブルーを尋問し、元ボーグ達を彼の目の前で殺す。自らキューブに残ったエルノアはブルーを目の前で殺され、フェンリス・レンジャーにSOS信号を送る。ボーグ・キューブのトラクター・ビームによる拘束が解けたラ・シレーナはピカードの後を追いネペンテへ向かう。ラ・シレーナは追跡するナレクの船を振り切れず、リオスはラフィに追跡装置が取り付けられていると疑う。アグネスは体内の追跡元素を無効化するために毒性化学物質を注射して意識を失う。ピカードとソージはネペンテに着き、準現役士官となっているライカー、ディアナ夫妻と二人の娘ケストラに会う。ソージは自分が人工生命であることに戸惑う。ケストラはソージの記憶にある二つの赤い月からソージの故郷の星を突き止める。ピカードとソージはラ・シレーナに転送する。 |               |                                                  |                        | |               |
| 8 | 8             | "真実の断片" "Broken Pieces"                     | Maja Vrvilo            | マイケル・シェイボン | 2020年3月12日 |
| 2385年、8重連星系の惑星アイアで、オウはナリッサ、その叔母ラムダを含むジャット・ヴァッシュの女性たちを率いて古代種族の"記憶の保管庫"にアクセスし、人工生命による破滅の歴史を見る。多くが発狂し自殺する中、オウは火星襲撃を決断する。 2399年、ラ・シレーナでは、ピカードはクランシー元帥と通信し、最寄りの基地DS12で艦隊と合流する手はずを整える。意識を取り戻したアグネスはマドックスを殺したこと、オウ准将に操られていたことを告白する。ピカードはデータのことをソージに語る。ソージを見たリオスは動揺して部屋に閉じこもり、ラフィは5体のホログラムと話してその理由を探る。リオスは、9年前に副長であったU.S.S.イブン・マージドがソージそっくりの女性ジャナを含む2人の外交使節とファースト・コンタクトをした時、宇宙艦隊の極秘命令と脅迫を受けたアロンゾ・ヴァンダミア艦長が2人を人工生命と認めて殺し、直後に自決したことを語る。ロミュラン人のシンボル"警告の輪"が20..30万年前に作られた8重連星系を示し、そこにあった人工生命に対する警告を見たオウが、人工生命進化の"分岐点"で火星襲撃を起こしたことがわかる。ソージは記憶を一部取り戻し、ボーグのトランスワープ・コンジットを通ってラ・シレーナを人工生命の故郷の星に向けるが、ナレクの船も後を追う。ボーグ・キューブでは、ナリッサが"絶望の力"でボーグ集合体を破壊したラムダに再会する。SOSに応えて来たセブンがエルノアを救い、ボーグ・キューブを再稼働し集合体を作ってドローンを目覚めさせる。ナリッサは元ボーグ達を殺し、ドローンを宇宙空間に放出して対抗し、転送して逃げ艦隊を人工生命の故郷に向ける。セブンは集合体との接続を断ちアニカ自身に戻る。 |               |                                                  |                        | |               |
| 9 | 9             | "理想郷(前編)" "Et in Arcadia Ego, Part 1"       | アキヴァ・ゴールズマン | 原案:マイケル・シェイボン&Ayelet Waldman&アキヴァ・ゴールズマン 脚本:マイケル・シェイボン&Ayelet Waldman                                  | 2020年3月19日 |
| ラ・シレーナとそれを追うナレクの船、そしてボーグ・キューブはコッペリウスに着くが、巨大なランのごとき兵器にパワーを奪われ惑星への着陸を強制される。ピカードは不治の病を仲間たちに告白し、ボーグ・キューブに赴きセブンとエルノアに再会する。一行はヌニエン・スンの息子であるオルタン、ソージの友人であるアルカナ、瞳や肌の色以外はソージに瓜二つのスートラ、そして多くの人工生命に会う。ロミュラン艦隊が迫る中、ピカードは人工生命たちをラ・シレーナで避難させようとし、艦隊に通信を試みる。だが、アグネスと精神融合したスートラは人工生命が有機生命を絶滅させた古代種族の記憶を見て、高度な人工生命と連絡して有機生命と戦おうとする。見張りのサーガを殺して捕われのナレクを逃がすことで危機を演出し、ピカードを拘束する。アグネスはオルタンによるサーガの記憶転送を助ける。 |               |                                                  |                        | |               |
| 10 | 10            | "理想郷(後編)" "Et in Arcadia Ego, Part 2"       | アキヴァ・ゴールズマン | 原案:マイケル・シェイボン&アキヴァ・ゴールズマン 脚本:マイケル・シェイボン                                                                | 2020年3月26日 |
| ナレクはボーグ・キューブで隠れていたナリッサに再会した後、リオスとラフィが修理したラ・シレーナに来て破滅的事態を避けるための協力を提案し、エルノアも加わる。4人は高度な人工生命を呼ぶためのビーコンを破壊しようとする。オルタンはスートラがサーガを殺したことを知ってスートラを倒し、4人に協力する。セブン・オブ・ナインがナリッサを奈落に落としてブルーの仇を取る。アグネスとピカードは脱出してラ・シレーナを離陸させ、オウの率いるタル・シアー艦隊を食い止めようとする。ソージがビーコンを発して高度な人工生命が近づく中、ライカー率いる宇宙艦隊が現れてタル・シアー艦隊と対峙する。ピカードの説得でソージはビーコンを止め、タル・シアー艦隊も退却する。ピカードは発作を起こして死ぬ。だがピカードはシミュレーションの中で目覚めてデータと会う。オルタン、アグネス、ソージはピカードの意識を保存し、寿命のある人工の有機性肉体に転送する。データの希望により、"B-4"を通してシミュレーションに保存されていた彼の意識は死を与えられる。惑星連邦は人工生命の禁止令を解き、セブン・オブ・ナインとソージも乗ったラ・シレーナはコッペリウスを離れる。 |               |                                                  |                        | |               |

### シーズン2
| 通算 話数 | シーズン 話数 | タイトル                          | 監督                   | 脚本                                                          | 公開日        |
| --- | ------------- | --------------------------------- | ---------------------- | ------------------------------------------------------------- | ------------- |
| 11 | 1             | "スターゲイザー" "The Star Gazer" | Doug Aarniokoski       | アキヴァ・ゴールズマン & Terry Matalas                        | 2022年3月3日  |
| ピカードはフランスのシャトー・ピカードで暮らし、夫ジャバンを1年半前に亡くしたラリスとの恋愛をためらう。ピカードは地球で暮らすガイナンに相談に行く。エルノアがロミュラン人として初めて宇宙艦隊アカデミーに入学し、ラフィ中佐とともにU.S.S.エクセルシオールに乗務する。フェンリス・レンジャーとしてラ・シレーナ号で活動するセブン・オブ・ナインは亜空間異常に気付く。ソージとともにベータ宇宙域のラリタン4号星を訪れていたアグネスは、U.S.S.スターゲイザーの艦長となっているリオスに呼び出されて亜空間異常の調査に向かい、惑星連邦加盟を望みピカードに名指しで助けを求める謎の存在からのメッセージを受信する。現役復帰の要請を受けたピカードはスターゲイザーで旧友たちに再会する。謎の存在はボーグ船とわかり、交渉のために送り込まれたボーグ・クイーンはスターゲイザーを通じて全艦隊の同化を図り、ピカードの命令で艦は自爆する。気が付くとピカードはシャトー・ピカードに戻っており、その前にQが姿を現す。 |               |                                   |                        |                                                               |               |
| 12 | 2             | "処罰" "Penance"                  | Doug Aarniokoski       | アキヴァ・ゴールズマン & Terry Matalas & Christopher Monfette | 2022年3月10日 |
| ピカード、セブン、アグネス、リオス、エルノア、ラフィはQによって別の時間軸に飛ばされている。そこでは惑星連邦の代わりに人類が支配する全体主義的な地球連合がバルカン人、カーデシア人、ロミュラン人、クリンゴン人、ボーグなどを滅ぼし奴隷化しており、セブンはボーグ化を経ずに地球連合大統領となり、ピカードは征服戦争を率いた冷酷な将軍である。不安定さを見せるQはこれがピカードに対する処罰であると語る。ピカードが捕虜となっているボーグ・クイーンを処刑する予定の"根絶デー"に、ピカードの仲間たちは集結して2024年のロサンゼルスで時間軸の分岐が起きたことをボーグ・クイーンから聞く。仲間たちはボーグ・クイーンを救い出してリオスの宇宙船ラ・シレーナに乗り、"ウォッチャー"の助けを借り時間軸の分岐を取り消すべく過去へ飛ぼうとする。 |               |                                   |                        |                                                               |               |
| 13 | 3             | "同化" "Assimilation"             | リー・トンプソン       | Kiley Rossetter & Christopher Monfette                        | 2022年3月17日 |
| ピカード達は追ってきたセブンの夫の執政官らを倒し、ボーグ・クイーンが船を制御しスリングショット効果で2024年に飛ぶが、船はパワーを失ってフランスのシャトー・ピカードに不時着する。エルノアは執政官らに撃たれた傷がもとで死に、悲嘆にくれるラフィは、時間軸が元通りになることでエルノアの死がなかったことになる可能性にかけ、セブン、リオスと共にロサンゼルスに移動しウォッチャーを探す。アグネスとピカードは疲弊して意識を無くしたボーグ・クイーンとともに船に残る。アグネスはボーグ・クイーンとチューブでつながり、同化のリスクを冒してウォッチャーがいる座標を知るも、時間軸の分岐の起こるタイミングは不明のままとなる。リオスは怪我をしてテレサの診療所に担ぎ込まれ、不法移民の取り締まりに遭い逮捕される。 |               |                                   |                        |                                                               |               |
| 14 | 4             | "ウォッチャー" "Watcher"          | リー・トンプソン       | Juliana James & Jane Maggs & Travis Fickett                   | 2022年3月24日 |
| ピカードはアグネスがボーグ・クイーンから盗んだ情報から、3日後の4月15日に時間軸の分岐が起こると推測し、ロサンゼルスのウォッチャーがいる座標に飛ぶ。そこでピカードのことを知らず、地球を去ろうとしていた若いガイナンに会い、ウォッチャーを探す手助けを頼む。ガイナンはピカードを、特定の人物を守る、ラリスそっくりの監査官（ウォッチャー）タリンのもとに導く。セブン・オブ・ナインとラフィはI.C.E.に逮捕されたリオスを救出しようとする。リオスはサンクチュアリに護送される。Qは自らの能力の劣化に気づく。 |               |                                   |                        |                                                               |               |
| 15 | 5             | "Qの陰謀" "Fly Me to the Moon"    | ジョナサン・フレイクス | Cindy Appel                                                   | 2022年3月31日 |
| 監査官タリンは、ピカードの祖先で、3日後に打ち上げられるエウロパ計画に宇宙飛行士として参加するルネ・ピカードを守っていることをピカードに語る。Qは歴史を変えるためにルネの計画参加を妨害しようとし、ヌニエン・スンの祖先の遺伝子学者アダム・スンに接触し、遺伝子病の娘コレーを治す特効薬を約束して協力者とする。ボーグ・クイーンは呼び寄せた警察官を人質にして船を脱出しようとし、アグネスに撃たれるもナノプローブをアグネスに注入する。ラフィとセブンはリオスを救出し船に戻る。ピカードと仲間たちは、Qの妨害に対抗して、ルネのエウロパ計画参加の歴史を守ろうとし、アグネスはルネの出席するガラ（エウロパ計画の前夜祭）に潜入する。 |               |                                   |                        |                                                               |               |
| 16 | 6             | "2人のピカード" "Two of One"      | ジョナサン・フレイクス | Cindy Appel & Jane Maggs                                      | 2022年4月7日  |
| アグネスのハッキングにより、仲間たちもガラに潜入する。アグネスの体内に入ったボーグ・クイーンの意識は次第に支配を強める。ルネはQの干渉で自信を無くし計画から辞退しようとするも、ピカードが宇宙に憧れた母のことを語って勇気づける。アダム・スンは二人を車で轢こうとし、ピカードはルネをかばって怪我をし昏倒する。コレーは自分が父の作成したクローンの一体であることを知る。仲間たちはピカードをテレサの診療所に担ぎ込む。タリンはピカードを覚醒させるため、その意識に入り込もうとする。 |               |                                   |                        |                                                               |               |
| 17 | 7             | "モンスター" "Monsters"           | Joe Menendez           | Jane Maggs                                                    | 2022年4月14日 |
| タリンはピカードの意識に入り、子供時代のピカードが母とともに父親の姿の怪物に襲われる幻想を見る。ピカードは、躁鬱病の母と自分を父親が守っていたことを悟って覚醒する。タリンはロミュラン人であることを明かす。リオスは、ピカードの様子に疑問を持ったテレサとその息子を、宇宙船ラ・シレーナに連れて行く。セブンとラフィは、ボーグクイーンに同化されかけたアグネスが街をさまよい、他の人間を同化しようとしていると恐れて探す。ピカードは、Qが重大な試練を迎えていると考え、ガイナンに頼んでQを呼び出そうとする。だがピカードの転送の映像を見たFBIが二人を逮捕する。 |               |                                   |                        |                                                               |               |
| 18 | 8             | "情け" "Mercy"                    | Joe Menendez           | Cindy Appel & Kirsten Beyer                                   | 2022年4月21日 |
| 出生の秘密を探るコレーは父アダムを問い詰めて真実を聞きだす。Qから特効薬を贈られて外に出られるようになり父のもとを去る。FBI捜査官ウェルズはピカードとガイナンを捕らえ、ガラに侵入したピカードが地球外生物でありエウロパ計画の妨害を謀っていると疑う。ガイナンは呼び出したQが死にかけていることに気づく。ピカードはウェルズが子供時代にバルカン人に遭遇した記憶と直面させて地球外生物への恐怖から解放し、自分たちを釈放させる。ラフィとセブンはボーグ・クイーンに支配されかけたアグネスを見つけ、殺されかけるも情けをかけられる。アグネスがアダムの家に来てエウロパ計画の妨害の手助けを求め、傭兵を集める。 |               |                                   |                        |                                                               |               |
| 19 | 9             | "かくれんぼ" "Hide and Seek"      | Michael Weaver         | Matt Okumura & Chris Derrick                                  | 2022年4月28日 |
| アグネスはナノプローブで同化した傭兵とアダム・スンを連れてラ・シレーナを奪う。アグネスの心の中では元のアグネスとボーグ・クイーンが争い、元のアグネスに作られたエルノアの姿の緊急戦闘プログラムが傭兵と戦う。ピカードと仲間たちはピカード・シャトーに来て傭兵たちと戦い、ラ・シレーナを奪回しようとする。ピカードは母の自殺を招いたかくれんぼを思い出し、タリンとともに地下のトンネルに入る。リオスが傭兵を倒してアダム・スンは逃げる。セブンとラフィはラ・シレーナに入り、転送装置で傭兵を始末するもセブンは重傷を負う。アグネスは征服ではなく協力によってボーグ集合体を作ろうとボーグ・クイーンを説得して、セブンをナノプローブで治療する。アグネスは歴史を守るためには生きるルネと死ぬルネの二人が必要だと言い残し、ラ・シレーナで飛び立つ。 |               |                                   |                        |                                                               |               |
| 20 | 10            | "別れ" "Farewell"                 | Michael Weaver         | Christopher Monfette & アキヴァ・ゴールズマン                 | 2022年5月5日  |
| タリンとピカードはルネの宇宙船シャンゴ号の打ち上げを守るために発射基地に行く。他の仲間はアダム・スンの妨害を阻止するため、彼の自宅に行ってドローンによるジャンゴ号攻撃を阻止する。ルネに化けたタリンはアダム・スンに毒殺されるも本物のルネは無事に出発する。コレーは父に歯向かって研究結果の電子ファイルを全て消去するが、アダム・スンは残った「プロジェクト・カーン」の紙の文書を手にする。コレーはウェスリー・クラッシャーに誘われて監査官（ウォッチャー)を送り出す「旅人」の仲間に加わる。Qはすべてがピカードに過去を克服させるための試練であったと明かし、21世紀でテレサと暮らすことに決めたリオス以外の仲間を、エルノアも含めて本来の時間軸に送り返す。ピカードは自爆シークエンスを停止する。アグネスであるボーグ・クイーンは、宇宙艦隊とボーグの全面的な協力を求め、謎の破壊的な現象を阻止する。アグネスは新たに出現したトランスワープのコースの監視を申し出て、ボーグの惑星連邦への暫定加盟を求める。ピカードはガイナンに再会し、21世紀でのリオスの暮らしを聞く。ピカードはピカード・シャトーに帰り、ラリスとの新たな関係を始めようとする。 |               |                                   |                        |                                                               |               |

### シーズン3
| 通算 話数 | シーズン 話数 | タイトル                                           | 監督                   | 脚本                               | 公開日        |
| --- | ------------- | -------------------------------------------------- | ---------------------- | ---------------------------------- | ------------- |
| 21 | 1             | "ネクスト・ジェネレーション" "The Next Generation" | Doug Aarniokoski       | Terry Matalas                      | 2023年2月16日 |
| 2401年。 ビバリー・クラッシャーは指揮する医療船S.S.エレオスXIIが敵に侵入され、ピカードに暗号化された救難信号を送り、宇宙艦隊を信じるなと付け加える。地球にいたピカードは古いコミュニケーターでメッセージを受け取り、ライカーと会って解読し、ビバリーがライトン星系にいることを知る。二人は抜き打ち視察と称して宇宙ドックに行き、ライカーがかつて指揮したU.S.S.タイタンに乗り込む。艦長のショーの拒否を無視し、副長のセブンは独断で艦をライトン星系に向かわせ、二人をシャトルに乗せる。二人は連邦宙域外で損傷し漂流するエレオスに乗り込み、医療ポッドに入れられたビバリーと、その息子と称する男に会う。巨大な敵艦が姿を現す。 惑星マタラス・プライムでは、ラフィがデイストローム研究所ステーションから盗まれた量子トンネル技術の捜索活動を行い、手掛かりとして「レッド・レディ」の名前を得る。それがレイチェル・ギャレット像の除幕式を指すことを突き止め第7区の艦隊募集センターへ向かうも、目前で建物は崩壊する。 |               |                                                    |                        |                                    |               |
| 22 | 2             | "撤収" "Disengage"                                 | Doug Aarniokoski       | Christopher Monfette & Sean Tretta | 2023年2月23日 |
| 2週間前、ビバリーの息子ジャックはフェンリス・レンジャーの査察を受ける。現在、エレオスは敵艦の前でパワー不足となり、医療ポッド内のビバリーも危険となり、ジャックは転送で奪われそうになる。ピカードはタイタンに助けを求める。ショー艦長は危険だとして一度は退けるも、セブンの説得でエレオスを助けにやって来る。敵艦シュライクのヴァーディク艦長は圧倒的な武力を見せつけ、詐欺師で逃亡犯であるジャックの引き渡しを求める。ショーは不服従でセブンを副長から解任し、乗組員の安全のためにジャックを拘束して引き渡そうとする。ピカードは覚醒したビバリーの表情を見てジャックが息子であると察し、ショーの命令を覆す。 ラフィはロミュラン人のテロリストのトゥルコが艦隊募集センター破壊の犯人とされていることに得心しない。ハンドラーの撤収命令を無視し、かつて息子ガブリエルをもうけた相手ジェイに会って情報を得て、トゥルコが量子トンネル技術を買ったフェレンギ人の仲介人スニードに会う。艦隊のスパイであることを見破られ、トゥルコの首を見せられて危機に陥る。ウォーフがスニードを殺してラフィを救出する。 |               |                                                    |                        |                                    |               |
| 23 | 3             | "17秒" "Seventeen Seconds"                         | ジョナサン・フレイクス | Jane Maggs & Cindy Appel           | 2023年3月2日  |
| タイタンはセンサーの効かない星雲に隠れる。ビバリーは、ピカードの息子であることが知れればジャックに危険が及ぶためにその存在を隠したと言う。フェンリス・レンジャー、クリンゴン、宇宙艦隊に続けてジャックが狙われたために、密かにピカードに助けを求めたと説明する。シュライクはタイタンを見つけて攻撃し、負傷した艦長ショーは指揮権をライカーに渡す。ジャックとセブンは、破壊工作によりヴァーテリウムが漏れて追跡されたと知る。ジャックは可変種に倒され、破壊工作でワープ機能は失われる。ピカードの主張で攻撃するも、シュライクが次元を折りたたむポータル兵器を用いて攻撃をタイタン自身に向けなおし、艦は無力化され星雲の中心の重力井戸に引き込まれる。 ウォーフはラフィにハンドラーであると明かす。二人はスニードにつながるタイタス・リッカを捕らえて尋問する。量子トンネル技術を盗み艦隊募集センターを破壊したのは、別のものを盗んだことを隠す陽動作戦であったと知る。ウォーフは正体が可変種であったリッカを殺す。固形種を憎む可変種のグループの存在を語り、何が盗まれたのかを知るためにデイストローム宇宙ステーションに向かう。 |               |                                                    |                        |                                    |               |
| 24 | 4             | "勝ち目のないシナリオ" "No Win Scenario"           | ジョナサン・フレイクス | Terry Matalas & Sean Tretta        | 2023年3月9日  |
| タイタンはパワーが不足して重力井戸へと漂流し、乗員は死を覚悟する。ライカーは息子を埋葬した時の空虚さを語り、ジャックと会話するようピカードに促す。二人はホロデッキに行き、ジャックは他人とのつながりは不要なのでピカードに連絡しなかったと話す。回復中のショー艦長が現れ、かつて「ウルフ359の戦い」でピカードにもたらされた苦境の恨み言を語る。セブンはショーの助言を受けて可変種を見つけるも逃げられる。ビバリーは重力井戸が物質を吸い込んで重力波のエネルギーに変える連続的現象に気づき、その間隔が狭まりつつあるのは何らかの出産に類似した現象だと推測する。ピカード、ジャックと共に重力波のエネルギーを利用して星雲を脱出する案をライカーに提案し、信頼と協力の必要性を語って慎重なライカーを説得する。元機関員であるショーとセブンが手動でナセル・シールドを開放してエネルギーを補充する。シドニーの姿で妨害をはかった可変種をセブンが見破って殺す。ピカードの指揮とジャックの機転でタイタンは星雲を脱出する。ヴァーディクは上位者の命令でタイタンを待ち構えるも、ライカーが牽引ビームで小惑星を投げつけてシュライクに損傷を与える。タイタンはクラゲのごとき宇宙生命体の誕生を目撃し、ワープで宙域を脱出する。ライカーは息子の死後に疎遠になりつつあったトロイに連絡を取る。ピカードは、5年前に10-フォワードで若手士官たちに体験を語っていた時、息子とは知らなかったジャックに問われて「必要な家族は宇宙艦隊だけだ」と答えたことを思い出す。ジャックは「私を探せ」との内なる声を聞く。 |               |                                                    |                        |                                    |               |
| 25 | 5             | "偽物" "Imposter"                                  | Dan Liu                | Cindy Appel                        | 2023年3月16日 |
| ライカーはタイタンの指揮権をショー艦長に戻す。アルファ宙域へ戻るタイタンをU.S.S.イントレピッドが迎え、艦隊情報部所属となっていたロー・ラレンと2人の同行者がシャトルでタイタンに乗艦してくる。ローは最小限のクルー以外をイントレピッドに転送する。その後ピカードと二人きりで語り合い、可変種が艦隊に深く入り込んだことを伝える。なぜか上層部が確保しようとするジャックを守ってタイタンで逃げるよう求め、別れ際にベイジョーのイヤリングをピカードに渡す。イントレピッドに戻る途中のローのシャトルに可変種が爆弾を仕掛け、ローは逃げずにシャトルの爆発でイントレピッドに損傷を与え足止めする。イントレピッドは魚雷をタイタンにロックオンする中、ピカードはショーを説得して逃走する。ピカードとライカーはイヤリング内に隠されていたデータからローの集めた情報を得る。また彼女をハンドラーとし潜入していたウォーフに連絡がつく。ビバリーは、可変種が進化して固形種の内部器官を模倣し、血液検査ではもはや判別できないことを知る。ジャックはクルーを殺す幻視を見続ける。タイタン艦上で4人の可変種に襲われ、異常な戦闘技術で倒す。 艦隊情報部にデイストロームとの接触を禁止され、ウォーフとラフィはデイストロームの宇宙ステーションに侵入するため、スニードの仲間の犯罪者でバルカン人のクリンに接触する。二人は捕らえられて決闘を命じられ、ウォーフは敗北と死を装ったのちに逆襲してクリンを逆に捕え、セキュリティを破る装置を入手する。                                                             |               |                                                    |                        |                                    |               |
| 26 | 6             | "バウンティ" "The Bounty"                          | Dan Liu                | Christopher Monfette               | 2023年3月23日 |
| ビバリーは、ジャックがイルモディック症候群をピカードから受け継ぎ末期にあると明かす。ウォーフとラフィがタイタンに合流し、ライカーを加えた3人でデイストローム研究所ステーションに侵入する。AIがモリアーティ教授のホログラムを生成して妨害する。オルタン・スンのホログラムから、新規に製造されたデータの筐体にデータ、ローア、B-4、ラルの人格を入れたと聞かされ、その記憶の中に盗まれた技術を示す研究目録があると思い当たる。タイタンは艦隊に発見されて逃げエイサン・プライム軌道の艦隊ミュージアムに行き、館長のジョーディ・ラ＝フォージとシドニーの姉アランドラを艦に招く。ジョーディは家族の安全のためにタイタンの位置を偽装する協力を断るも、ジャックとシドニーは陳列・保存されていたクリンゴンのバード・オブ・プレイHMSバウンティから遮蔽装置を盗んでタイタンに設置する。ジョーディも渋々ながら協力してタイタンはデイストロームに戻り、ライカーを除く2人とデータを回収する。データは複数の人格が未統合ながら、盗まれたものがピカードの遺体であると明かす。可変種ヴァーディクはライカーの身柄を奪ってシュライクに戻り、トロイの姿を見せて脅しタイタンの居場所を聞き出そうとする。 |               |                                                    |                        |                                    |               |
| 27 | 7             | "支配" "Dominion"                                  | Deborah Kampmeier      | Jane Maggs                         | 2023年3月30日 |
| 可変種が狙うフロンティア・デーの式典まで36時間に迫る。タイタンはチントカ廃棄場に隠れ、ライカーの行方を探す。セブンはトゥヴォックに連絡を取るも既に可変種に置き換えられている。データの中ではデータの人格とローアの人格が争い、ジャックが狙われる理由はイルモディック症候群に関係するとデータが教えたのち、ローアの人格が圧倒する。ヴァーディクはジャックを見つけるよう上位者に叱責される。タイタンはジャックを餌にし、大破したふりをしてヴァーディクを罠にかけ、仲間とともに乗船させて閉じ込める。ヴァーディクは、宇宙艦隊の生体実験プロジェクト・プロテウスにより、固形種を正確に模倣するよう作られた新種の可変種であり、実験で使われたセロミウム847を体内に含むことが分かる。ローアの人格が艦のシステムを乗っ取って妨害し、ヴァ―ディクらは解放されブリッジを制圧する。ジャックはテレパシーでシドニーの体を操り敵を倒す。 |               |                                                    |                        |                                    |               |
| 28 | 8             | "降伏" "Surrender"                                 | Deborah Kampmeier      | Matt Okumura                       | 2023年4月6日  |
| ウォーフとラフィはシュライクに囚われたライカーとトロイを解放し、デイストロームから盗まれ、頭頂葉を切除されたピカードの遺体を見せた後、脱出してタイタンに入る。ヴァーディクはタイタンを制御してジャックの出頭を要求し、ブリッジのクルーを殺し始める。ジャックはテレパシー能力を使って艦の制御を取り戻そうとするも失敗する。ピカードの指示でジョーディは人格を隔離する仕切りを外し、データはロアとの人格統合に成功してタイタンの制御を奪い返す。ヴァーディクを艦外に放出して殺し、タイタンはシュライクを破壊する。かつてのエンタープライズの士官たちが一堂に会し、数時間後に迫ったフロンティア・デーを標的とした可変種の陰謀への対策を練る。ジャックの能力の謎が残り、ディアナはジャックが恐れてきた心の中の赤い扉を開けるよう促す。 |               |                                                    |                        |                                    |               |
| 29 | 9             | "声" "Vox"                                         | Terry Matalas          | Sean Tretta & Kiley Rossetter      | 2023年4月13日 |
| トロイはジャックがボーグに繋がっていることを知る。ジャックはシャトルで逃亡しボーグ・キューブに入り、ボーグ・クイーンに「ウォクス」と呼ばれ捕らえられる。ジョーディやビバリーは、ピカードの遺伝子がボーグにより改変されてジャックに伝えられ、発現兆候がイルモディック症候群であると誤診されたと知る。ボーグと組んだ可変種がピカードの遺体から盗んだボーグの遺伝子は密かに艦隊中の転送装置を使って艦隊士官に既に組み込まれている。フロンティア・デーの式典で、宇宙艦隊は艦を同期する新システムを披露する。ジョーディの娘たちを含む、前頭葉が未成熟な若い艦隊士官たちはボーグの遺伝子が発現して同化され、タイタンを含むあらゆる艦で反乱を起こし、同期システムがあだとなって全艦隊は同化される。ピカードらはシャトルでタイタンから脱出する。ショーは殺され、艦長を引き継いだセブンとラフィはタイタンに残って敵を食い止める。ジョーディは艦隊ミュージアムに戻り、修復され新システムには同期されていないU.S.S.エンタープライズDに仲間たちを招き入れる。ピカードは、連邦を救うために艦を地球に向ける。 |               |                                                    |                        |                                    |               |
| 30 | 10            | "ラスト・ジェネレーション" "The Last Generation"   | Terry Matalas          | Terry Matalas                      | 2023年4月20日 |
| 同化された艦隊は地球を攻撃し、惑星連邦大統領アントン・チェコフの声が危機を警告する。セブンとラフィはタイタンを奪回し、遮蔽し艦隊を攻撃してエンタープライズのために時間を稼ぐ。エンタープライズは木星に隠れたボーグ・キューブを見つける。その集合体は崩壊しかけている。ウォーフとライカーが乗り込み、同化された艦隊士官を操るビーコンの位置を発見する。ピカードはボーグ・クイーンと、司令塔となったジャックに会い、自ら集合体に接続しジャックを説得して集合体から奪回する。データはエンタープライズを操縦してキューブ内部に入り込み、ビーコンおよびキューブを破壊して仲間たちを回収する。艦隊士官たちの同化は解けて危機は避けられる。提督となり医療部門を率いるビバリーがボーグ遺伝子の削除と可変種の逮捕を主導する。トゥヴォックがショーの遺した推薦に基づき、セブンを大佐に昇進させる。1年後、タイタンはU.S.S.エンタープライズ NCC-1701-Gへ改称され、セブンが艦長、ラフィが副長、少尉となったジャックは「艦長の特別カウンセラー」となる。Qがジャックの前に現れ、ピカードの試練は終わってもジャックの試練は始まったばかりだと告げる。 |               |                                                    |                        |                                    |               |

## 製作

### 企画
2018年6月、『スタートレック:ディスカバリー』 のショーランナーである アレックス・カーツマンは『スタートレック』フランチャイズのドラマ製作を『ディスカバリー』以外にも広げるため、CBS Television Studioと5年間にわたる契約を結んだ。その一つの候補が、パトリック・スチュワートがかつてのジャン＝リュック・ピカード役を再演する新シリーズであった。カーツマンと『ディスカバリー』のシーズン1に参加したアキヴァ・ゴールズマンがプロジェクトに加わった。
CBSがカーツマンに『スタートレック』の新シリーズを打診した時、カーツマンはピカードが最も偉大な『スタートレック』艦長であると考え、彼を中心に据えたシリーズを希望するリストに入れた。
スチュワートはかつて『スタートレック』シリーズは卒業したと発言していたが、ゴールズマンとカーツマンは2017年後半にスチュワートに接触した。二人と、『ディスカバリー』の脚本家のKirsten Beyerがスチュワートに面会した。スチュワートはオファーを断るつもりで面会に臨んだが、彼らとの話で興味を抱き、3ページのアウトラインを書くよう依頼した。そこでゴールズマンは友人で作家のマイケル・シェイボンをプロジェクトに参加させ、34ページのアウトライン文書を作ってスチュワートに送った。2018年3月にスチュワートは彼らに再会し、アウトラインの方針に賛同した。プロジェクトへの参加を決断するにあたって、スチュワートは新シリーズが他のシリーズとは異なるものになるよう願い、「ファンが覚えていたものや期待するものと違うものにならなくては、新たに作る意味がないじゃないか」と語った 。シリーズが冗談のようなものになることを心配したが、プロジェクトのチームから否定する確認を受け取った。
2018年8月4日、スチュワートはラスベガスのスタートレック・コンベンションで正式に自らが主演する新シリーズを発表した。スチュワートは、製作総指揮チームにも加わった。Beyerは創作チームに残った 。シリーズの配信は2019年に予定された。製作総指揮チームの一人である カディンは、シリーズがリミテッドシリーズではなく複数シーズンにわたり、配信時期は『ディスカバリー』や他の新シリーズと重ならないと発表した。カーツマンはさらに、ピカードの新シリーズがユニークな作品となり、独自のリズムと現実世界の感覚を備えた、黙想的なものになるだろうと語った。CBSの重役のDavid Nevinsは、シリーズが2019年末に、『ディスカバリー』のシーズン2およびショート・トレックの後にCBS All Accessで配信されるだろうと語った。
2019年1月、スチュワートはシリーズのシーズン1が10話からなると語り 、翌月には3シーズンを予定すると付け加えた。シリーズは同年3月の段階ではStar Trek:Destinyと呼ばれていた。しかし5月には、Star Trek:Picard が公式のタイトルとなった。シーズン1のショーランナーはマイケル・シェイボンが務め、シーズン2ではアキヴァ・ゴールズマンとTerry Matalasが共同で務め、シーズン3ではMatalasが単独で務めた。

### 脚本
初期の脚本チームは2018年9月に作業し始め、2週間にわたってスチュアートと共同作業を行った。すぐに脚本チームは拡張され、12月までには8話からなるシリーズ構成となった。シリーズの時代は2002年に公開された劇場版第10作『ネメシス/S.T.X』の20年後に設定された 。カーツマンは、2009年の劇場版第11作『スター・トレック』で描かれたロミュラスの消滅によって、登場人物たちが大きく影響されると語った 。スチュワートは、シリーズが一話完結ではなく連続したストーリーであり、『新スタートレック』の最終話とほぼ同じ時間軸であるにもかかわらず、髭は生やさないと言った。
カーツマンは、シリーズの使命は、名誉退職した人物の心理面を描くことであり、スチュアートのような老齢の俳優を主人公にしたテレビドラマシリーズはあまり例がないと語った。登場人物たちは、深い谷間を抜けてロッデンベリーの楽観的なビジョンに向かう道を見つけなければならないと話した。シーズン1では『ネメシス/S.T.X.』でのデータの死により影響を受けたピカードの内面と、ロミュラスの破壊の後に思うようにロミュラン人を救うことができず宇宙艦隊を退職した選択の結果を描く。シーズン2では、ピカードの過去の家族との関係と、彼が前に踏み出すことを妨げてきた事柄を描く。シーズン3では、ピカードだけでなく、他の『新スタートレック』の登場人物の退場を描く。

### キャスティング

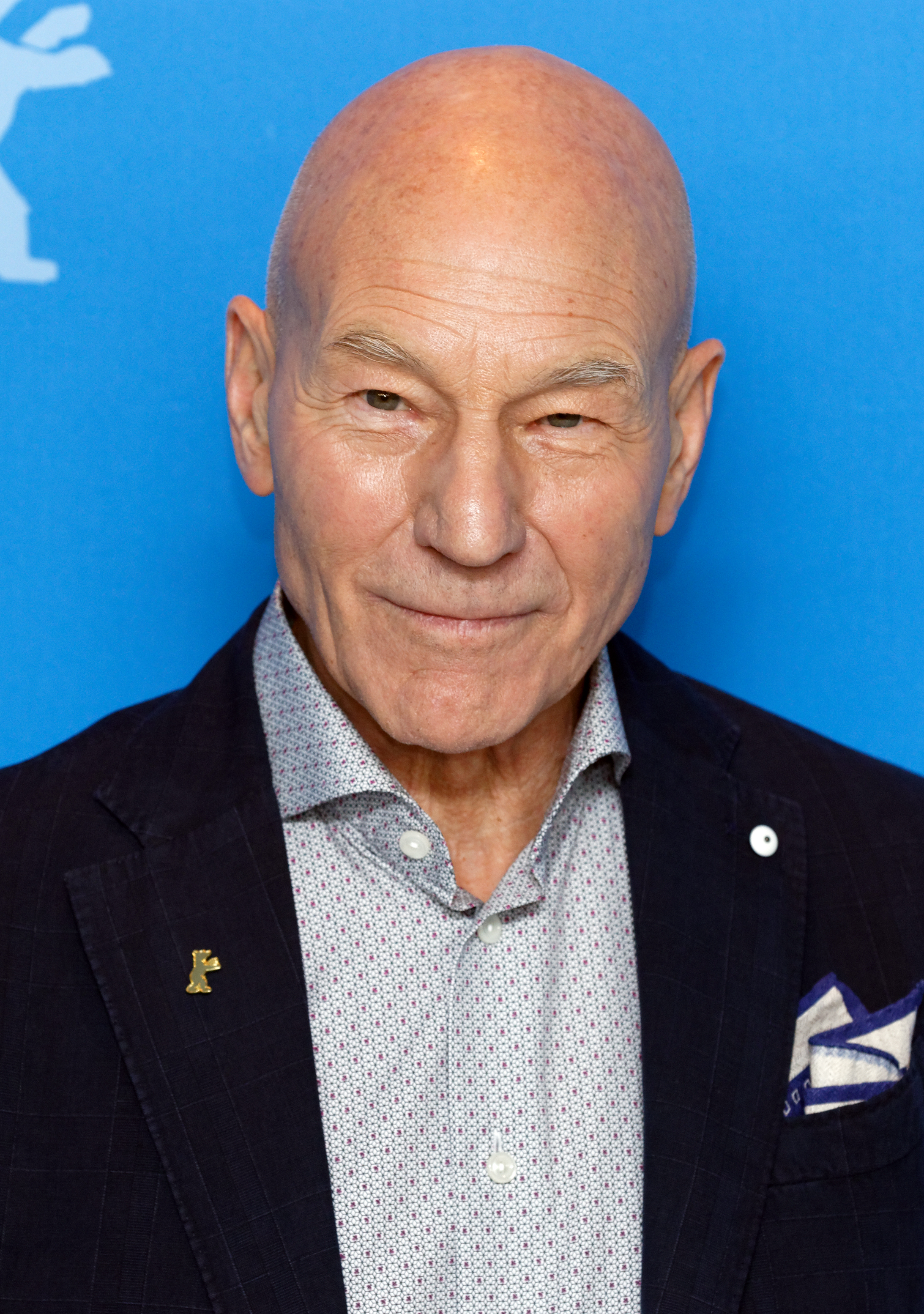
パトリック・スチュワートはかつての役を再演する

2018年8月の公式発表で、スチュワートがピカード役を務めることが発表された。2019年3月、 サンティアゴ・カブレラとミシェル・ハードがメインキャストに加わることが発表された。カブレラは多くの番組のオファーを断って本作を選んだ。同月、エヴァン・エヴァゴラのメインキャスト入りが発表され、4月には、アリソン・ピル、ハリー・トレッダウェイ、イサ・ブリオネスがメインキャストに加わった。

### デザイン
これまでのドラマシリーズ及び映画よりも先の未来を舞台にすることもあり、カーツマンはシリーズのデザインが派手なSF的なものではなく、はるか未来であるにもかかわらず、地道で現代のデザインにつながるものであると語った。

### 撮影
撮影は2019年4月22日に、カリフォルニア州のサンタクラリタのスタジオで開始された。2018年12月、トロントで撮影された『スタートレック:ディスカバリー』と異なりカリフォルニア州で撮影されることで、州から1560万ドルの税還付を受けた 。シーズン1の最初の3話はHanelle Culpepperによって監督された。Culpepperは『スタートレック:ディスカバリー』でも監督を務めている。次の2話はジョナサン・フレイクスによって監督された。撮影は2019年9月1日に終了した。

## 派生番組および関連メディア

### スタートレック:ショートトレック
本作の前日譚の短編番組が、アンソロジーシリーズ『スタートレック:ショートトレック』 のシーズン2の第6話『火星の子ら』("Children of Mars")として2020年1月9日に配信され、ピカード提督が登場した。2021年3月3日に発売された『スタートレック:ピカード』シーズン1 DVDおよびBlu-Rayに収録されている。

### コミック
本作の前日譚がコミック『Star Trek: Picard Countdown』としてIDWパブリッシングより刊行（2019年11月27日第1巻発行、全3巻）されている。脚本はカースティン・ベイヤーとマイク・ジョンソン、作画はエンジェル・ヘルナンデス。2385-86年を舞台に、宇宙艦隊提督時代のピカードがオデッセイ級U.S.S.ヴェリティ NCC-97000を指揮し、超新星爆発が迫る中でロミュラン領域のコロニーから住民を退避させる任務にあたる。『ピカード』で登場するキャラクターたちが描かれる。

### The Ready Room
シーズン1では、各話配信直後にFacebookでライブショー"The Ready Room"が配信されている。スタッフたちを招いて各話の背景が語られ、かつて『新スタートレック』に出演したウィル・ウィートンがMCをつとめる。なお、"The Ready Room"は『スタートレック:ディスカバリー』のシーズン2からアフターショーとして配信されている。

### 小説
2020年2月1日、ジャン＝リュック・ピカードの宇宙艦隊からの辞職につながる出来事を描いたUna McCormackによる小説"The Last Best Hope"が出版された。

### オーディオドラマ
"No Man's Land"と題されたオーディオドラマが2022年2月22日に公開された。シーズン1直後のラフィとセブン・オブ・ナインがW主演となる。

## リリース

### 配信
10話からなるシーズン1は2020年1月23日から、アメリカ合衆国内ではCBS All Access(のちにParamount+に改名)によって配信されている。『スタートレック:ディスカバリー』と同様に、カナダ国内では配信同日にBell Mediaの保有する英語のSpace チャンネルとフランス語のZチャンネルで放送され、後にCraveで配信された 。2023年8月にCraveでの配信は終了した。日本を含むその他200カ国では、Amazonビデオがアメリカでの配信の24時間以内に配信した。シーズン2、3も同様にリリースされた。なお、日本では2024年1月以降、WOWOWオンデマンドおよびJ:COMSTREAMのラインアップに追加されて始まったParamount+サービスにおいても配信される予定である。

### Blu-ray・DVD
シーズン1のBlu-Ray およびDVDは2021年3月3日に発売された。
シーズン2のBlu-Ray およびDVDは2022年11月23日に発売された。
シーズン3のBlu-Ray およびDVDは2023年12月6日に発売された。